# Primark
Primark is een keten van 341 kledingwinkels, in Ierland (waar de naam Penneys gebruikt wordt), het Verenigd Koninkrijk, Nederland, Duitsland, Oostenrijk, Spanje, Polen, Portugal, België, Italië, Frankrijk, Slovenië en de Verenigde Staten. De onderneming heeft haar hoofdkantoor in Ierland en is een dochteronderneming van Associated British Foods (ABF). De eerste Primark opende zijn deuren in juni 1969 in Mary Street (Dublin). Al snel werden nog vier vestigingen geopend. Verdere uitbreiding vond plaats in het Verenigd Koninkrijk, waar in 1972 vier winkels werden geopend in diverse voorsteden in Engeland. De eerste winkels op A-locaties waren in Derby en Bristol.

## Marktpositie
Primark is een budgetkledingketen. Het bedrijf bestelt bij de goedkoopste leveranciers die kleding maken van eenvoudig ontwerp en simpele stoffen. Alles wordt verkocht onder een van de eigen merknamen. Alle goederen die in de winkels worden aangeboden zijn speciaal gemaakt in opdracht van het bedrijf. Daarnaast zijn er merken voor bepaalde soorten kleding.

## Kritiek
In 2006 sloot Primark zich aan bij het Ethical Trading Initiative (ETI), een samenwerkingsverband waarin bedrijven, vakbonden en ngo's samen zouden werken aan de arbeidsrechten. ETI-leden zijn verplicht om te werken aan de implementatie van een gedragscode op basis van de kernwaardes van de International Labour Organisation.
In december 2008 publiceerde de Britse liefdadigheidsinstelling War on Want het rapport Fashion Victims II. Hierin staat dat de omstandigheden in de Bengaalse fabrieken die aan Primark leveren niet verbeterd zijn in de twee jaar nadat zij voor het eerst werden bezocht.
Na een onderzoek van BBC/The Observer naar de werkomstandigheden bij een Britse leverancier werd deze op 9 januari 2009 door de ETI gedwongen om leveringen aan Primark stop te zetten. Het onderzoek betrof het vermeend gebruik van illegale immigranten op de Britse arbeidsmarkt, die minder betaald kregen dan het Verenigd Koninkrijk wettelijk minimumloon.
Primark was een van de bedrijven die opdrachten verstrekten aan de in 2013 ingestorte textielfabrieken in het Rana Plaza te Bangladesh. Bij deze ramp kwamen 1127 personen om het leven en raakten 2500 mensen gewond.
Primark krijgt ook kritiek op zijn gericht zijn op goedkope budgetkleding, bijvoorbeeld vanwege de slechte kwaliteit van zijn kleding en de milieuonvriendelijke wegwerpcultuur die daardoor gestimuleerd wordt (fast fashion).

## Winkels
De grootste Primark-winkel bevindt zich aan Market Street in Manchester. Deze heeft een oppervlak van ruim 9.300 m² en is in 2012 gerenoveerd en uitgebreid waarbij 4.600 m² aan de winkel werd toegevoegd.
Vanaf 2006 zijn er ook Primark-winkels buiten Ierland en Groot-Brittannië geopend. De eerste winkel werd geopend in mei 2006 in Madrid. De eerste winkel in Nederland ging in 2008 open in Rotterdam. De eerste winkel in België opende in december 2009 in Luik. In dat jaar openden ook winkels in Portugal en Duitsland. De Primark in Rotterdam is ongeveer 3.500 m². In Groningen is een Primark geopend van ca. 5.500 m². Daarna nog in Italië en Frankrijk.
De eerste Primark-winkel in de Verenigde Staten is op 10 september 2015 geopend in Boston. Daarna volgde een filiaal in King of Prussia, en in maart 2017 wordt een grote winkel geopend in New York. In 2018 werd aangekondigd door Primark dat er een uitbreiding komt naar Centraal-Europa, met nu het oog gericht op Polen, Slovenië en Tsjechië. Inmiddels zijn er in Polen vier winkels gebouwd, in Katowice, Krarow, Poznan en Warschau. In Slovenië is er een winkel in Ljubljana. In Tsjechië zijn filialen in Modřice en in Praag.